# Sigi Schmid
Siegfried "Sigi" Schmid (Tubinga, Alemania Occidental; 20 de marzo de 1953-Los Ángeles, California, 25 de diciembre de 2018) fue un entrenador de fútbol germanoestadounidense. 

## Trayectoria
Jugó en el UCLA Bruins entre 1972 y 1975, su posición en la cancha fue de centrocampista. En 1976 recibió un Bachelor of Science en economías. También, obtuvo una Maestría en Administración de Negocios de la Universidad del Sur de California. Era un contador Público.
Después de graduarse de la universidad, fue el entrenador asistente del UCLA Bruins entre 1977 y 1979. En 1980 fue nombrado como el director técnico del mismo equipo, durante su etapa, fue campeón de liga en tres ocasiones en los años 1985, 1990 y 1997. Fue nombrado como el entrenador del año de la NCAA en 1997.
En 1994, fue el asistente técnico de la selección estadounidense en la Copa Mundial de Fútbol de 1994. Fue el entrenador de la sub-20 de los Estados Unidos y dirigió al combinado nacional en el Mundial sub-20 de 1999. También, asumió la misma selección, pero en 2005.
Entre 1999 y 2004, fue el entrenador de Los Angeles Galaxy. Obtuvo la MLS Supporters' Shield en 2002, la MLS Cup en 2002, la U.S. Open Cup en 2001 y la Copa de Campeones de la Concacaf en 2000, el único título internacional del club hasta el día de hoy. Fue el primer director técnico del equipo en ganar un torneo oficial.
En 2006, asumió como estratega del Columbus Crew. Sus primeros años con el equipo fueron irregulares, pero, salvo en la temporada 2008, donde finalizó primero en su conferencia y ganó la MLS Supporters' Shield. Más tarde, jugó la final de la MLS Cup y se coronó campeón tras vencer a los New York Red Bulls. Fue condecorado como el entrenador del año de la Major League Soccer de dicho año.
En 2009, fue contratado como el nuevo entrenador del Seattle Sounders FC. En su primera temporada, se coronó campeón de la U.S. Open Cup y clasificó a los playoffs, pero, quedó tempranamente eliminado en las semifinales de conferencia. Luego, ganó la misma U.S. Open Cup en 2010 y en 2011. En 2014, los Sounders terminaron primeros en la Conferencia del Oeste y en la tabla general, con esos resultados, se quedó con la MLS Supporters' Shield. Adicionalmente, obtuvo la U.S. Open Cup en ese mismo año. En julio de 2016, fue destituido de su cargo y siendo remplazado por el asistente técnico Brian Schmetzer.
En julio de 2017, fue anunciado como el nuevo técnico de Los Angeles Galaxy, esta es su segunda aventura con el equipo. En septiembre de 2018, anunció su renuncia como entrenador del club.
El 10 de diciembre de 2018, fue hospitalizado de urgencia en el Ronald Reagan UCLA Medical Center en Los Ángeles, pero, falleció el 25 de diciembre mientras  esperaba un trasplante de corazón.

## Clubes como entrenador
| Club                                   | País           | Año       |
| -------------------------------------- | -------------- | --------- |
| UCLA Bruins                            | Estados Unidos | 1980-1999 |
| Selección sub-20 de los Estados Unidos | Estados Unidos | 1998-1999 |
| Los Angeles Galaxy                     | Estados Unidos | 1999-2004 |
| Selección sub-20 de los Estados Unidos | Estados Unidos | 2005      |
| Columbus Crew                          | Estados Unidos | 2006-2008 |
| Seattle Sounders FC                    | Estados Unidos | 2009-2016 |
| Los Angeles Galaxy                     | Estados Unidos | 2017-2018 |

## Palmarés

### Campeonatos nacionales
| Título                   | Club                | País           | Año  |
| ------------------------ | ------------------- | -------------- | ---- |
| Lamar Hunt U.S. Open Cup | Los Angeles Galaxy  | Estados Unidos | 2001 |
| MLS Supporters' Shield   | Los Angeles Galaxy  | Estados Unidos | 2002 |
| MLS Cup                  | Los Angeles Galaxy  | Estados Unidos | 2002 |
| MLS Supporters' Shield   | Columbus Crew       | Estados Unidos | 2008 |
| MLS Cup                  | Columbus Crew       | Estados Unidos | 2008 |
| Lamar Hunt U.S. Open Cup | Seattle Sounders FC | Estados Unidos | 2009 |
| Lamar Hunt U.S. Open Cup | Seattle Sounders FC | Estados Unidos | 2010 |
| Lamar Hunt U.S. Open Cup | Seattle Sounders FC | Estados Unidos | 2011 |
| Lamar Hunt U.S. Open Cup | Seattle Sounders FC | Estados Unidos | 2014 |
| MLS Supporters' Shield   | Seattle Sounders FC | Estados Unidos | 2014 |

### Campeonatos internacionales
| Título                           | Club               | País           | Año  |
| -------------------------------- | ------------------ | -------------- | ---- |
| Copa de Campeones de la Concacaf | Los Angeles Galaxy | Estados Unidos | 2000 |

### Distinciones individuales
| Distinción                                   | Año  |
| -------------------------------------------- | ---- |
| Entrenador del año de la Major League Soccer | 1999 |
| Entrenador del año de la Major League Soccer | 2008 |
| National Soccer Hall of Fame                 | 2015 |